# Your Commodore
Your Commodore era una rivista dedicata ai computer Commodore, tra cui il Commodore 64, l'Amiga e la gamma Commodore PC. Fu pubblicata nel Regno Unito dall'ottobre 1984 fino alla fine del 1989, quando il nome fu abbreviato in YC. L'ultimo numero risale all'ottobre 1991. 

## Storia
Sebbene apparso per la prima volta come supplemento nel numero di Personal Computer Today del luglio 1984, Your Commodore venne in seguito pubblicato come periodico autonomo. Il numero 1 uscì a settembre, con copertina datata ottobre 1984. La direttrice al momento del lancio, Wendy Palmer, presentò i piani per i contenuti della rivista, che avrebbero incluso articoli riguardanti tutti i computer Commodore. Le sezioni riguardavano principalmente programmazione, hardware e software aziendale, ma c'era anche una piccola sezione dedicata ai giochi.
Sulla copertina del numero di novembre 1985 vennero aggiunti il logo di Your 64 e l'editore; l'introduzione di Stuart Cooke annunciava che Your Commodore aveva incorporato Your 64 .
La prima importante riprogettazione della rivista avvenne nel numero di gennaio 1987. Sia il layout che il logo di copertina furono modificati rispetto al loro aspetto consueto.

## YC
Alla fine del 1989 la rivista venne rilanciata con il nome di YC e abbandonò la parte tecnica del mercato per concentrarsi sui giochi. Il nuovo YC, con copertina datata gennaio 1990, includeva una cassetta contenente demo e giochi completi. I contenuti generali cambiarono drasticamente, basandosi sempre più sulla scrittura a fumetti, con rubriche regolari come Oozin' Eugene e Post Apocalypse .
L'ultimo numero fu quello di ottobre 1991.